# Azermarka

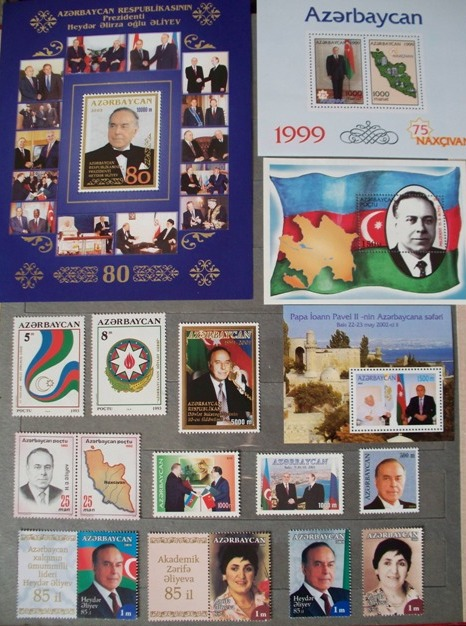
Segells definitius i commemoratius dels àzeris destacats produïts per Azermarka.

Azermarka (àzeri: Azərmarka) és l'empresa estatal de l'Azerbaidjan responsable de la producció i venda de segells postals de l'Azerbaidjan. No s'ha de confondre amb l'oficina de correus de l'Azerbaidjan, Azərpoçt, que és una organització separada.
Des de 1992 s'han produït diversos segells definitius i commemoratius que representen temes d'actualitat i locals. També s'han emès cobertures de primer dia i enviament postal.